# 塞缪尔·阿瑟·桑德
塞缪尔·阿瑟·桑德（英語：Samuel Arthur Saunder；1852年—1912年12月8日），是一位任教于伯克郡威靈頓公學的英国数学家和月面学家。1894年他成为英国皇家天文学会的研究员，1908年成为了给公众举行免费教育讲座的格雷欣学院天文教授。
桑德是首批使用摄影和三角测量法测量和研究月球特征的人。他还负责确定20世纪初尚处于含混状态的月球命名法，并启动了标准化月球特征命名处理规则。1935年以他的名字命名了月球上的“桑德环形山”。